# Рообі
Рообі (ест. Roobi) — село в Естонії, входить до складу волості Риуге, повіту Вирумаа.